# Kondli
Kondli é uma vila no distrito de East, no estado indiano de Deli.

## Demografia
Segundo o censo de 2001, Kondli tinha uma população de 27 983 habitantes. Os indivíduos do sexo masculino constituem 56% da população e os do sexo feminino 44%. Kondli tem uma taxa de literacia de 72%, superior à média nacional de 59,5%: a literacia no sexo masculino é de 78% e no sexo feminino é de 64%. Em Kondli, 17% da população está abaixo dos 6 anos de idade.